# Discografia di The Game
Qui di seguito viene riportata tutta la discografia di The Game.

## Album in studio
| Anno | Titolo e dettagli | Classifiche | Classifiche | Classifiche | Classifiche | Classifiche | Classifiche | Classifiche | Classifiche | Classifiche | Classifiche | Certificazioni                                                                         | Vendite                            |
| Anno | Titolo e dettagli | US          | AUS         | CAN         | FRA         | GER         | IRL         | NZL         | NOR         | SWI         | UK          | Certificazioni                                                                         | Vendite                            |
| ---- | --- | ----------- | ----------- | ----------- | ----------- | ----------- | ----------- | ----------- | ----------- | ----------- | ----------- | -------------------------------------------------------------------------------------- | ---------------------------------- |
| 2004 | Untold Story - Pubblicazione: 5 ottobre 2004 - Etichetta: Get Low, Fast Life - Formati: CD, cassetta, download digitale             | 146         | -           | -           | -           | -           | -           | -           | -           | -           | -           |                                                                                        |                                    |
| 2005 | The Documentary - Pubblicazione: 18 gennaio 2005 - Etichetta: Aftermath, G-Unit, Interscope - Formati: CD, download digitale        | 1           | 42          | 1           | 7           | 11          | 6           | 3           | 11          | 8           | 7           | - AUS: Oro - CAN: Platino - IRL: Platino - NZL: Platino - UK: Platino - US: 2× Platino | - Mondo: 5.000.000 - US: 2.500.000 |
| 2006 | Doctor's Advocate - Pubblicazione: 14 novembre 2006 - Etichetta: Geffen - Formati: CD, download digitale                            | 1           | 28          | 2           | 27          | 29          | 8           | 15          | 24          | 15          | 21          | - NZL: Oro - UK: Oro                                                                   | - Mondo: 4.000.000 - US: 969.000   |
| 2008 | LAX - Pubblicazione: 26 agosto 2008 - Etichetta: Geffen - Formati: CD, download digitale                                            | 2           | 12          | 2           | 19          | 33          | 8           | 11          | 18          | 8           | 9           | - BPI: Argento                                                                         | - US: 768.000                      |
| 2011 | The R.E.D. Album - Pubblicazione: 23 agosto 2011 - Etichetta: Interscope, DGC - Formati: CD, download digitale                      | 1           | -           | 2           | -           | 22          | 7           | -           | 28          | 7           | 14          |                                                                                        | - US: 390.000                      |
| 2012 | Jesus Piece - Pubblicazione: 11 dicembre 2012 - Etichetta: DGC, Interscope - Formati: CD, download digitale                         | 6           | -           | 16          | -           | -           | -           | -           | -           | -           | 76          |                                                                                        | - US: 362.000                      |
| 2015 | The Documentary 2 - Pubblicazione: 9 ottobre 2015 - Etichetta: Blood Money, eOne - Formati: CD, LP, download digitale               | 2           | -           | 3           | -           | 22          | 10          | 5           | -           | 9           | 4           |                                                                                        | - US: 116,000                      |
| 2015 | The Documentary 2.5 - Pubblicazione: 16 ottobre 2015 - Etichetta: Blood Money, eOne - Formati: CD, LP, download digitale            | 6           | -           | 8           | -           | 45          | 32          | 24          | -           | 20          | 23          |                                                                                        | - US: 53,000                       |
| 2016 | 1992 - Pubblicazione: 14 ottobre 2016 - Etichetta: Blood Money, eOne - Formati: CD, download digitale                               | 4           | 19          | 14          | -           | 91          | 33          | -           | -           | 45          | 38          |                                                                                        |                                    |
| 2019 | Born 2 Rap - Pubblicazione: 29 novembre 2019 - Etichetta: Prolific, eOne - Formati: CD, LP, download digitale                       | 19          | 53          | 18          | -           | -           | -           | 40          | -           | 66          | -           |                                                                                        |                                    |
| 2022 | Drillmatic – Heart vs. Mind - Pubblicazione: 12 agosto 2022 - Etichetta: 100 Entertainment, Virgin - Formati: CD, download digitale | 12          | 72          | 12          | -           | -           | -           | 40          | -           | 58          | 61          |                                                                                        |                                    |

## Raccolte
| Anno | Titolo e dettagli | Classifiche | Classifiche | Classifiche | Classifiche | Classifiche | Classifiche | Classifiche | Classifiche | Classifiche | Classifiche | Vendite                   |
| Anno | Titolo e dettagli | US          | AUS         | CAN         | FRA         | GER         | IRL         | NZL         | NOR         | SWI         | UK          | Vendite                   |
| ---- | --- | ----------- | ----------- | ----------- | ----------- | ----------- | ----------- | ----------- | ----------- | ----------- | ----------- | ------------------------- |
| 2005 | West Coast Resurrection - Pubblicato: 29 marzo 2005 - Etichetta: Get Low, Fast Life - Formati: CD, download digitale                        | 53          | -           | -           | -           | -           | -           | -           | -           | -           | -           |                           |
| 2005 | Untold Story, Vol. 2 - Pubblicato: 26 luglio 2005 - Etichetta: Get Low, Fast Life - Formati: CD, download digitale                          | 61          | -           | -           | -           | -           | -           | -           | -           | -           | -           |                           |
| 2006 | G.A.M.E. - Pubblicato: 21 marzo 2006 - Etichetta: Get Low, Fast Life - Formati: CD, download digitale                                       | 151         | -           | -           | -           | -           | -           | -           | -           | -           | -           |                           |
| 2014 | Blood Moon: Year of the Wolf - Pubblicato: 14 ottobre 2014 - Etichetta: Blood Money, eOne - Formati: CD, download digitale                  | 7           | -           | -           | -           | -           | -           | -           | -           | -           | -           | - US: 80,000 - CAN: 3,600 |
| 2016 | The Documentary 2 / 2.5 (Collector's Edition) - Pubblicato: 22 gennaio 2016 - Etichetta: Blood Money, eOne - Formati: CD, download digitale | 134         | -           | -           | -           | -           | -           | -           | -           | -           | -           |                           |

## Colonne sonore
| Anno | Titolo e dettagli                                                                                     | Classifiche | Classifiche | Classifiche | Classifiche |
| Anno | Titolo e dettagli                                                                                     | US          | AUS         | SWI         | UK          |
| ---- | --- | ----------- | ----------- | ----------- | ----------- |
| 2016 | Streets of Compton - Pubblicazione: 17 giugno 2016 - Etichetta: eOne - Formati: CD, download digitale | 25          | 72          | 63          | 176         |
| 2016 | Block Wars - Pubblicazione: 29 luglio 2016 - Etichetta: eOne - Formati: download digitale             | -           | -           | -           | -           |

## Mixtape
| Anno | Titolo e dettagli |
| ---- | --- |
| 2002 | You Know What It Is, Vol. 1 - Pubblicazione: 16 novembre 2002 - Etichetta: Get Low, Fast Life - Formati: CD, download digitale                                                    |
| 2003 | Live from Compton - Pubblicazione: 2003 - Etichetta: Get Low, Fast Life - Formati: CD, download digitale                                                                          |
| 2004 | Westside Story - Pubblicazione: 23 settembre 2004 - Etichetta: G-Unit Records, Aftermath - Formati: CD, download digitale                                                         |
| 2004 | You Know What It Is, Vol. 2: Throwin' Rocks At the Throne - Pubblicazione: 18 dicembre 2004 - Etichetta: Aftermath, G-Unit Records, Boost Mobile - Formati: CD, download digitale |
| 2005 | You Know What It Is, Vol. 3 - Pubblicazione: 19 giugno 2005 - Etichetta: The Black Wall Street - Formati: CD, download digitale                                                   |
| 2005 | Ghost Unit - Pubblicazione: 7 settembre 2005 - Etichetta: The Black Wall Street - Formati: CD, download digitale                                                                  |
| 2005 | Stop Snitchin, Stop Lyin - Pubblicazione: 3 dicembre 2005 - Etichetta: The Black Wall Street - Formati: CD, download digitale                                                     |
| 2007 | You Know What It Is, Vol. 4: Murda Game Chronicles - Pubblicazione: 8 aprile 2007 - Etichetta: The Black Wall Street - Formati: CD, download digitale                             |
| 2010 | The Red Room - Pubblicazione: 26 aprile 2010 - Etichetta: The Black Wall Street - Formati: Download digitale                                                                      |
| 2010 | Brake Lights - Pubblicazione: 3 agosto 2010 - Etichetta: The Black Wall Street - Formati: Download digitale                                                                       |
| 2011 | Purp & Patron - Pubblicazione: 24 gennaio 2011 - Etichetta: The Black Wall Street - Formati: Download digitale                                                                    |
| 2011 | Purp & Patron: The Hangover - Pubblicazione: 31 gennaio 2011 - Etichetta: The Black Wall Street - Formati: Download digitale                                                      |
| 2011 | Hoodmorning (No Typo): Candy Coronas - Pubblicazione: 31 agosto 2011 - Etichetta: The Black Wall Street - Formati: Download digitale                                              |
| 2012 | California Republic - Pubblicazione: 5 aprile 2012 - Etichetta: The Black Wall Street - Formati: Download digitale                                                                |
| 2013 | OKE: Operation Kill Everything - Pubblicazione: 8 ottobre 2013 - Etichetta: Crow It Up Records - Formati: Download digitale                                                       |

## Singoli
- 2004: Westside Story (featuring 50 Cent, street-single da The Documentary)
- 2004: Higher (street-single da The Documentary)
- 2004: How We Do (featuring 50 Cent, da The Documentary)
- 2005: Hate It or Love It(featuring 50 Cent, da The Documentary)
- 2005: Dreams (da The Documentary)
- 2005: Put You on the Game (da The Documentary)
- 2006: It's Okay (One Blood) (street-single da Doctor's Advocate)
- 2006: Let's Ride (da Doctor's Advocate)
- 2007: Wouldn't Get Far (featuring Kanye West, da Doctor's Advocate)
- 2007: Why You Hate The Game (featuring Nas e Marsha Ambrosius, da Doctor's Advocate)
- 2008: Big Dreams (street-single da L.A.X.)
- 2008: Game's Pain (featuring Keysha Cole, da L.A.X.)
- 2008: Dope Boys (featuring Travis Barker, da L.A.X.)
- 2008: My Life (featuring Lil Wayne, da L.A.X.)
- 2008: Camera Phone (featuring Ne-Yo, da L.A.X.)
- 2011: Purple & Yellow (Remix) (featuring Snoop Dogg & Wiz Khalifa)
- 2011: Red Nation (featuring Lil Wayne, da The R.e.d. Album)
- 2011: Pot Of Gold (featuring Chris Brown, da The R.e.d. Album)